# Alejandro Romero
Alejandro Sebastián Romero Gamarra, noto anche come Kaku (Ciudadela, 11 gennaio 1995), è un calciatore argentino naturalizzato paraguaiano, centrocampista dell'Al-Ain.

## Caratteristiche tecniche
È un centrocampista offensivo che può giocare anche da ala, molto abile tecnicamente.

## Carriera
È stato convocato da Humberto Grondona per il Mondiale Under-20 2015, scendendo in campo in 3 occasioni.

## Statistiche

### Presenze e reti nei club
Statistiche aggiornate al 21 giugno 2025.
| Stagione                  | Squadra                   | Campionato                | Campionato | Campionato | Coppe nazionali | Coppe nazionali | Coppe nazionali | Coppe continentali | Coppe continentali | Coppe continentali | Altre coppe | Altre coppe | Altre coppe | Totale | Totale |
| Stagione                  | Squadra                   | Comp                      | Pres       | Reti       | Comp            | Pres            | Reti            | Comp               | Pres               | Reti               | Comp        | Pres        | Reti        | Pres   | Reti   |
| ------------------------- | ------------------------- | ------------------------- | ---------- | ---------- | --------------- | --------------- | --------------- | ------------------ | ------------------ | ------------------ | ----------- | ----------- | ----------- | ------ | ------ |
| 2013-2014                 | Huracán                   | BN                        | 16+1       | 2          | CA              | 1               | 0               | -                  | -                  | -                  | -           | -           | -           | 18     | 2      |
| 2014                      | Huracán                   | BN                        | 6          | 3          | CA              | 2               | 0               | -                  | -                  | -                  | -           | -           | -           | 8      | 3      |
| 2015                      | Huracán                   | PD                        | 17         | 0          | CA              | 0               | 0               | CL+CS              | 8+3                | 1+0                | SA          | 0           | 0           | 28     | 1      |
| 2016                      | Huracán                   | PD                        | 16         | 1          | CA              | 1               | 1               | CL                 | 9                  | 2                  | -           | -           | -           | 26     | 4      |
| 2016-2017                 | Huracán                   | PD                        | 27         | 2          | CA              | 3               | 0               | CL                 | 3                  | 1                  | -           | -           | -           | 33     | 3      |
| ago.-nov. 2017            | Huracán                   | PD                        | 12         | 1          | CA              | 0               | 0               | -                  | -                  | -                  | -           | -           | -           | 12     | 1      |
| Totale Huracan            | Totale Huracan            | Totale Huracan            | 94+1       | 9          |                 | 7               | 1               |                    | 23                 | 4                  |             | 0           | 0           | 125    | 14     |
| 2018                      | N.Y. Red Bulls            | MLS                       | 30+4       | 6          | USOC            | 1               | 0               | CCL                | 3                  | 1                  | -           | -           | -           | 38     | 7      |
| 2019                      | N.Y. Red Bulls            | MLS                       | 26+1       | 5          | USOC            | 1               | 0               | CCL                | 4                  | 0                  | -           | -           | -           | 32     | 5      |
| 2020                      | N.Y. Red Bulls            | MLS                       | 13+1       | 2          | -               | -               | -               | -                  | -                  | -                  | MISB        | 3           | 0           | 17     | 2      |
| Totale New York Red Bulls | Totale New York Red Bulls | Totale New York Red Bulls | 69+6       | 13         |                 | 2               | 0               |                    | 7                  | 1                  |             | 3           | 0           | 87     | 14     |
| 2020-2021                 | Al-Taawoun                | SPL                       | 11         | 7          | KCC             | 3               | 2               | -                  | -                  | -                  | -           | -           | -           | 14     | 9      |
| 2021-2022                 | Al-Taawoun                | SPL                       | 15         | 3          | KCC             | 1               | 1               | -                  | -                  | -                  | -           | -           | -           | 16     | 4      |
| 2022-2023                 | Al-Taawoun                | SPL                       | 26         | 6          | KCC             | 1               | 2               | -                  | -                  | -                  | -           | -           | -           | 27     | 8      |
| Totale Al Taawoun         | Totale Al Taawoun         | Totale Al Taawoun         | 52         | 16         |                 | 5               | 5               |                    | -                  | -                  |             | -           | -           | 57     | 21     |
| 2023-2024                 | Al-Ain                    | PL                        | 20         | 5          | PC+CdL          | 2+3             | 0+1             | ACL                | 11                 | 4                  | -           | -           | -           | 36     | 10     |
| 2024-2025                 | Al-Ain                    | PL                        | 24         | 6          | PC+CdL          | 1+2             | 0+0             | ACL                | 8                  | 3                  | CI+CmC      | 2+3         | 1+1         | 40     | 11     |
| Totale Al Ain             | Totale Al Ain             | Totale Al Ain             | 44         | 11         |                 | 8               | 1               |                    | 19                 | 7                  |             | 5           | 2           | 76     | 21     |
| Totale carriera           | Totale carriera           | Totale carriera           | 273        | 49         |                 | 22              | 7               |                    | 49                 | 12                 |             | 8           | 2           | 352    | 70     |

### Cronologia delle presenze e reti in nazionale
| Cronologia completa delle presenze e delle reti in nazionale ― Paraguay | Cronologia completa delle presenze e delle reti in nazionale ― Paraguay | Cronologia completa delle presenze e delle reti in nazionale ― Paraguay | Cronologia completa delle presenze e delle reti in nazionale ― Paraguay | Cronologia completa delle presenze e delle reti in nazionale ― Paraguay | Cronologia completa delle presenze e delle reti in nazionale ― Paraguay | Cronologia completa delle presenze e delle reti in nazionale ― Paraguay | Cronologia completa delle presenze e delle reti in nazionale ― Paraguay |
| Data                                                                    | Città                                                                   | In casa                                                                 | Risultato                                                               | Ospiti                                                                  | Competizione                                                            | Reti                                                                    | Note                                                                    |
| ----------------------------------------------------------------------- | ----------------------------------------------------------------------- | ----------------------------------------------------------------------- | ----------------------------------------------------------------------- | ----------------------------------------------------------------------- | ----------------------------------------------------------------------- | ----------------------------------------------------------------------- | ----------------------------------------------------------------------- |
| 12-6-2018                                                               | Innsbruck                                                               | Giappone                                                                | 4 – 2                                                                   | Paraguay                                                                | Amichevole                                                              | -                                                                       | 59’                                                                     |
| 20-11-2018                                                              | Durban                                                                  | Sudafrica                                                               | 1 – 1                                                                   | Paraguay                                                                | Amichevole                                                              | -                                                                       | 46’                                                                     |
| 27-3-2019                                                               | Santa Clara                                                             | Messico                                                                 | 4 – 2                                                                   | Paraguay                                                                | Amichevole                                                              | -                                                                       | 68’                                                                     |
| 10-9-2019                                                               | Amman                                                                   | Giordania                                                               | 2 – 4                                                                   | Paraguay                                                                | Amichevole                                                              | 1                                                                       |                                                                         |
| 13-10-2019                                                              | Bratislava                                                              | Slovacchia                                                              | 1 – 1                                                                   | Paraguay                                                                | Amichevole                                                              | 1                                                                       | 63’                                                                     |
| 17-11-2020                                                              | Asunción                                                                | Paraguay                                                                | 2 – 2                                                                   | Bolivia                                                                 | Qual. Mondiali 2022                                                     | 1                                                                       | 58’                                                                     |
| 14-6-2021                                                               | Goiânia                                                                 | Paraguay                                                                | 3 – 1                                                                   | Bolivia                                                                 | Coppa America 2021 - 1º turno                                           | 1                                                                       | 87’                                                                     |
| 22-6-2021                                                               | Brasilia                                                                | Argentina                                                               | 1 – 0                                                                   | Paraguay                                                                | Coppa America 2021 - 1º turno                                           | -                                                                       | 66’                                                                     |
| 5-9-2021                                                                | Asunción                                                                | Paraguay                                                                | 1 – 1                                                                   | Colombia                                                                | Qual. Mondiali 2022                                                     | -                                                                       |                                                                         |
| 9-9-2021                                                                | Asunción                                                                | Paraguay                                                                | 2 – 1                                                                   | Venezuela                                                               | Qual. Mondiali 2022                                                     | 1                                                                       | 74’                                                                     |
| 10-10-2021                                                              | Santiago del Cile                                                       | Cile                                                                    | 2 – 0                                                                   | Paraguay                                                                | Qual. Mondiali 2022                                                     | -                                                                       | 78’                                                                     |
| 13-10-2021                                                              | La Paz                                                                  | Bolivia                                                                 | 4 – 0                                                                   | Paraguay                                                                | Qual. Mondiali 2022                                                     | -                                                                       | 61’                                                                     |
| 11-11-2021                                                              | Asunción                                                                | Paraguay                                                                | 0 – 1                                                                   | Cile                                                                    | Qual. Mondiali 2022                                                     | -                                                                       | 64’                                                                     |
| 27-3-2023                                                               | Santiago del Cile                                                       | Cile                                                                    | 3 – 2                                                                   | Paraguay                                                                | Amichevole                                                              | -                                                                       | 90+6’                                                                   |
| 18-6-2023                                                               | Asunción                                                                | Paraguay                                                                | 2 – 0                                                                   | Nicaragua                                                               | Amichevole                                                              | -                                                                       | 60’                                                                     |
| 7-9-2023                                                                | Ciudad del Este                                                         | Paraguay                                                                | 0 – 0                                                                   | Perù                                                                    | Qual. Mondiali 2026                                                     | -                                                                       | 66’                                                                     |
| 12-9-2023                                                               | Maturín                                                                 | Venezuela                                                               | 1 – 0                                                                   | Paraguay                                                                | Qual. Mondiali 2026                                                     | -                                                                       | 85’                                                                     |
| 17-10-2023                                                              | Asunción                                                                | Paraguay                                                                | 1 – 0                                                                   | Bolivia                                                                 | Qual. Mondiali 2026                                                     | -                                                                       | 61’                                                                     |
| 7-6-2024                                                                | Lima                                                                    | Perù                                                                    | 0 – 0                                                                   | Paraguay                                                                | Amichevole                                                              | -                                                                       | 79’                                                                     |
| 11-6-2024                                                               | Santiago del Cile                                                       | Cile                                                                    | 3 – 0                                                                   | Paraguay                                                                | Amichevole                                                              | -                                                                       | 46’                                                                     |
| 16-6-2024                                                               | Panama                                                                  | Panama                                                                  | 0 – 1                                                                   | Paraguay                                                                | Amichevole                                                              | -                                                                       | 81’                                                                     |
| 28-6-2024                                                               | Paradise                                                                | Paraguay                                                                | 1 – 4                                                                   | Brasile                                                                 | Coppa America 2024 - 1º turno                                           | -                                                                       | 73’                                                                     |
| 2-7-2024                                                                | Austin                                                                  | Costa Rica                                                              | 2 – 1                                                                   | Paraguay                                                                | Coppa America 2024 - 1º turno                                           | -                                                                       | 74’                                                                     |
| 6-9-2024                                                                | Montevideo                                                              | Uruguay                                                                 | 0 – 0                                                                   | Paraguay                                                                | Qual. Mondiali 2026                                                     | -                                                                       | 82’                                                                     |
| 10-10-2024                                                              | Quito                                                                   | Ecuador                                                                 | 0 – 0                                                                   | Paraguay                                                                | Qual. Mondiali 2026                                                     | -                                                                       | 75’                                                                     |
| 14-11-2024                                                              | Asunción                                                                | Paraguay                                                                | 2 – 1                                                                   | Argentina                                                               | Qual. Mondiali 2026                                                     | -                                                                       | 90’                                                                     |
| 19-11-2024                                                              | El Alto                                                                 | Bolivia                                                                 | 2 – 2                                                                   | Paraguay                                                                | Qual. Mondiali 2026                                                     | -                                                                       | 65’                                                                     |
| 20-3-2025                                                               | Asunción                                                                | Paraguay                                                                | 1 – 0                                                                   | Cile                                                                    | Qual. Mondiali 2026                                                     | -                                                                       | 86’                                                                     |
| 5-6-2025                                                                | Asunción                                                                | Paraguay                                                                | 2 – 0                                                                   | Uruguay                                                                 | Qual. Mondiali 2026                                                     | -                                                                       | 89’                                                                     |
| 10-6-2025                                                               | San Paolo                                                               | Brasile                                                                 | 1 – 0                                                                   | Paraguay                                                                | Qual. Mondiali 2026                                                     | -                                                                       | 86’                                                                     |
| Totale                                                                  |                                                                         | Presenze                                                                | 30                                                                      |                                                                         | Reti                                                                    | 5                                                                       |                                                                         |

## Palmarès

### Competizioni nazionali
- MLS Supporters' Shield: 1

New York Red Bulls: 2018

### Competizioni internazionali
- AFC Champions League: 1

Al-Ain: 2023-2024